# Congregazione delle scuole di carità

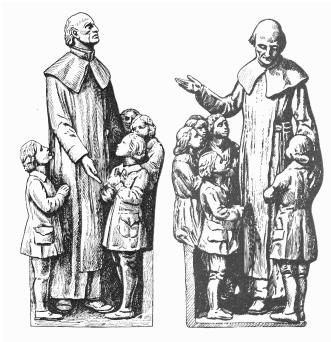
I fratelli Cavanis, fondatori della congregazione

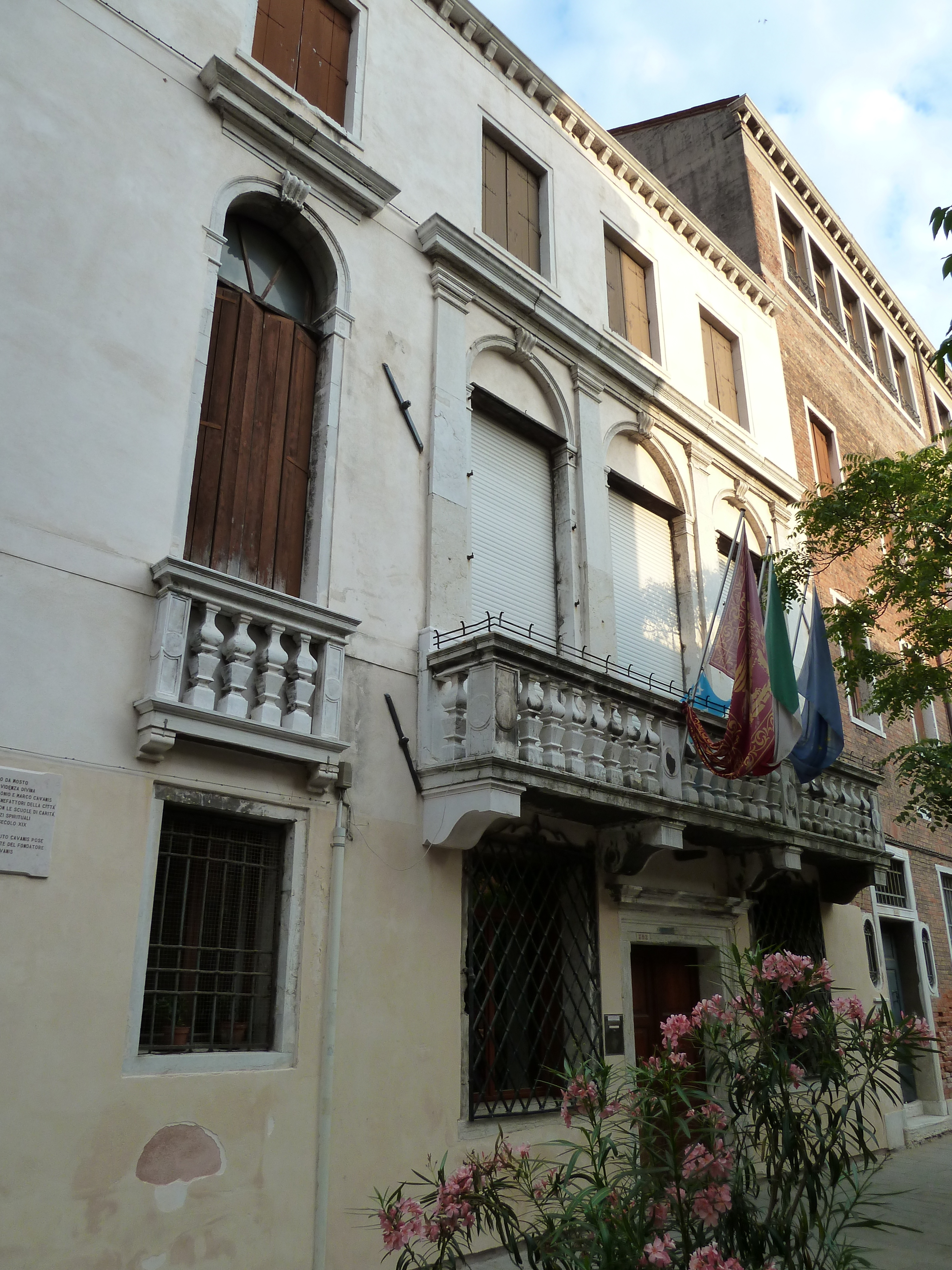
Istituto Cavanis a Dorsoduro, Venezia

La Congregazione delle Scuole di Carità, o Istituto Cavanis (in latino Congregatio Scholarum Charitatis), è un istituto religioso maschile di diritto pontificio: i membri di questa congregazione clericale pospongono al loro nome la sigla C.S.Ch.

## Storia
La nascita dell'istituto è da inquadrarsi nel contesto storico determinatosi a Venezia dopo la caduta della Serenissima e il passaggio del Veneto alla dominazione austriaca (1797), che decretò la chiusura di tutte le scuole gratuite per i fanciulli delle classi popolari.

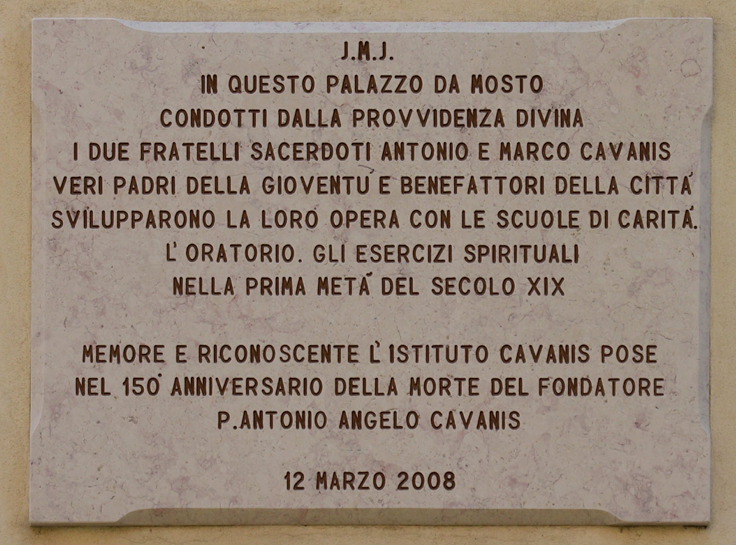
Lapide Istituto Cavanis Venezia

La congregazione venne fondata dai fratelli Antonio Angelo e Marcantonio Cavanis: appartenenti a una famiglia nobile, per desiderio del padre intrapresero la carriera di segretari e parteciparono alla vita pubblica. Nel 1795 Antonangelo, sostenuto dal fratello, venne ordinato sacerdote: Marcantonio, che aveva sempre affiancato il fratello nell'attività pastorale, fu elevato al sacerdozio solo nel 1806, quando l'istituto era già avviato.
Per la formazione dei giovani, il 2 maggio 1802 i Cavanis crearono presso la chiesa di Sant'Agnese la congregazione mariana e il 2 gennaio 1804 aprirono la loro prima scuola di carità; cresciuto il numero degli alunni, nel 1806 acquistarono il Palazzo da Mosto e vi trasferirono la loro opera; venne anche aperta una tipografia per dare lavoro agli allievi che non avevano intenzione di proseguire gli studi.
L'istituto, detto, in origine, dei sacerdoti secolari delle scuole di carità, venne approvato da Francesco Milesi, patriarca di Venezia, il 16 settembre 1819.
Nel 1835 il 10 marzo e il 18 aprile papa Gregorio XVI riceve in udienza don Marcantonio Cavanis il quale espose al papa il piano del nuovo Istituto delle Scuole di Carità che fu approvato con breve del 21 giugno 1836.

## Attività e diffusione
I religiosi si dedicano all'istruzione e all'educazione cristiana della gioventù mediante scuole, collegi e opere di azione cattolica giovanile.
Sono presenti in Italia nelle sedi di Venezia, Possagno, Roma, Chioggia, Capezzano Pianore e Porcari. Inoltre, operano in Romania, Congo, Filippine, Mozambico e in alcuni paesi dell'America meridionale (Bolivia, Brasile, Colombia ed Ecuador); il superiore generale dell'istituto, che porta il titolo di Preposito Generale, risiede presso la casa madre dei Padri Fondatori di Venezia, nei pressi della Chiesa di Sant'Agnese.
Al 31 dicembre 2020 la congregazione contava 39 case con 154 religiosi, 94 dei quali sacerdoti.

## Galleria d'immagini

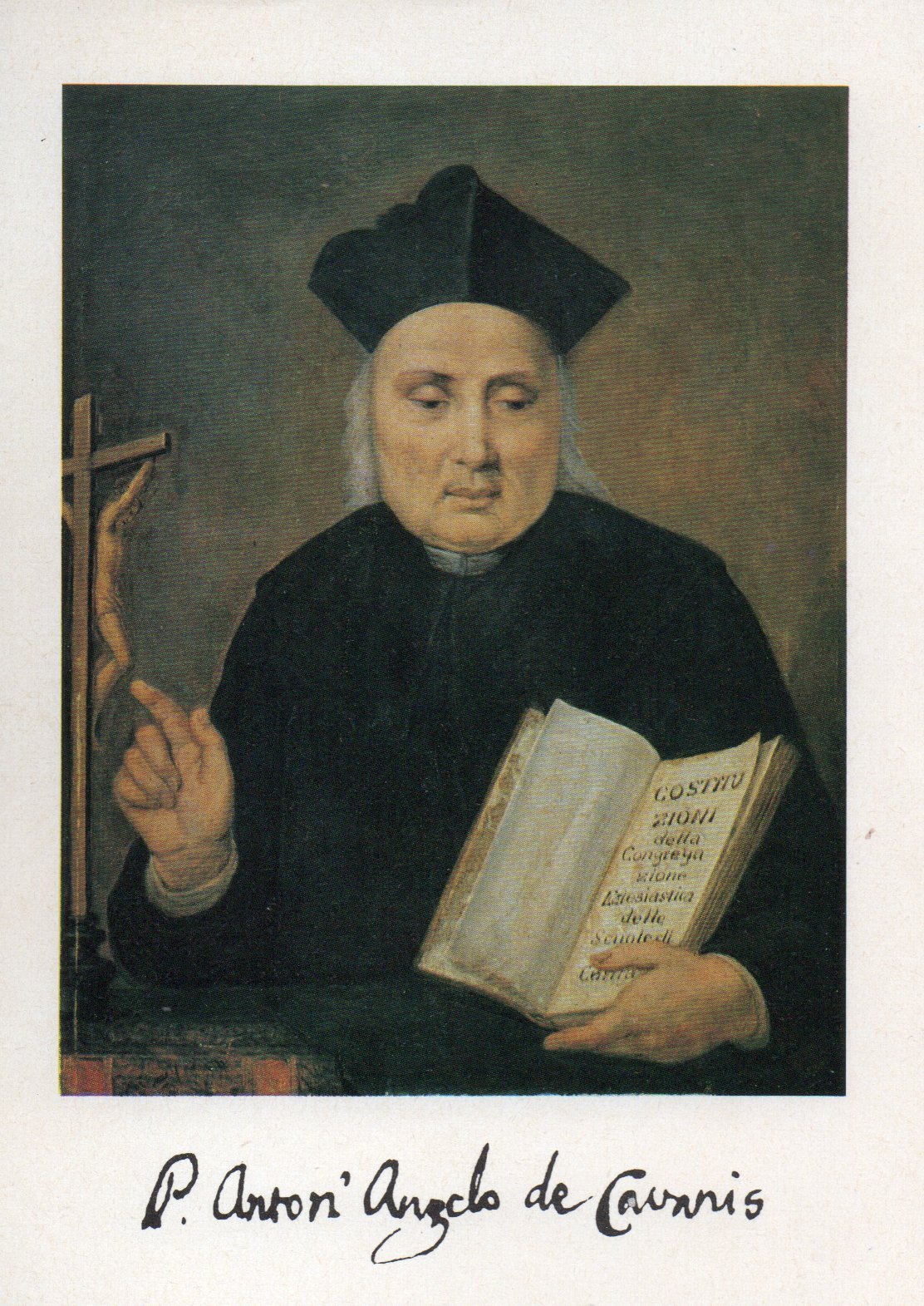
Antonangelo Cavanis
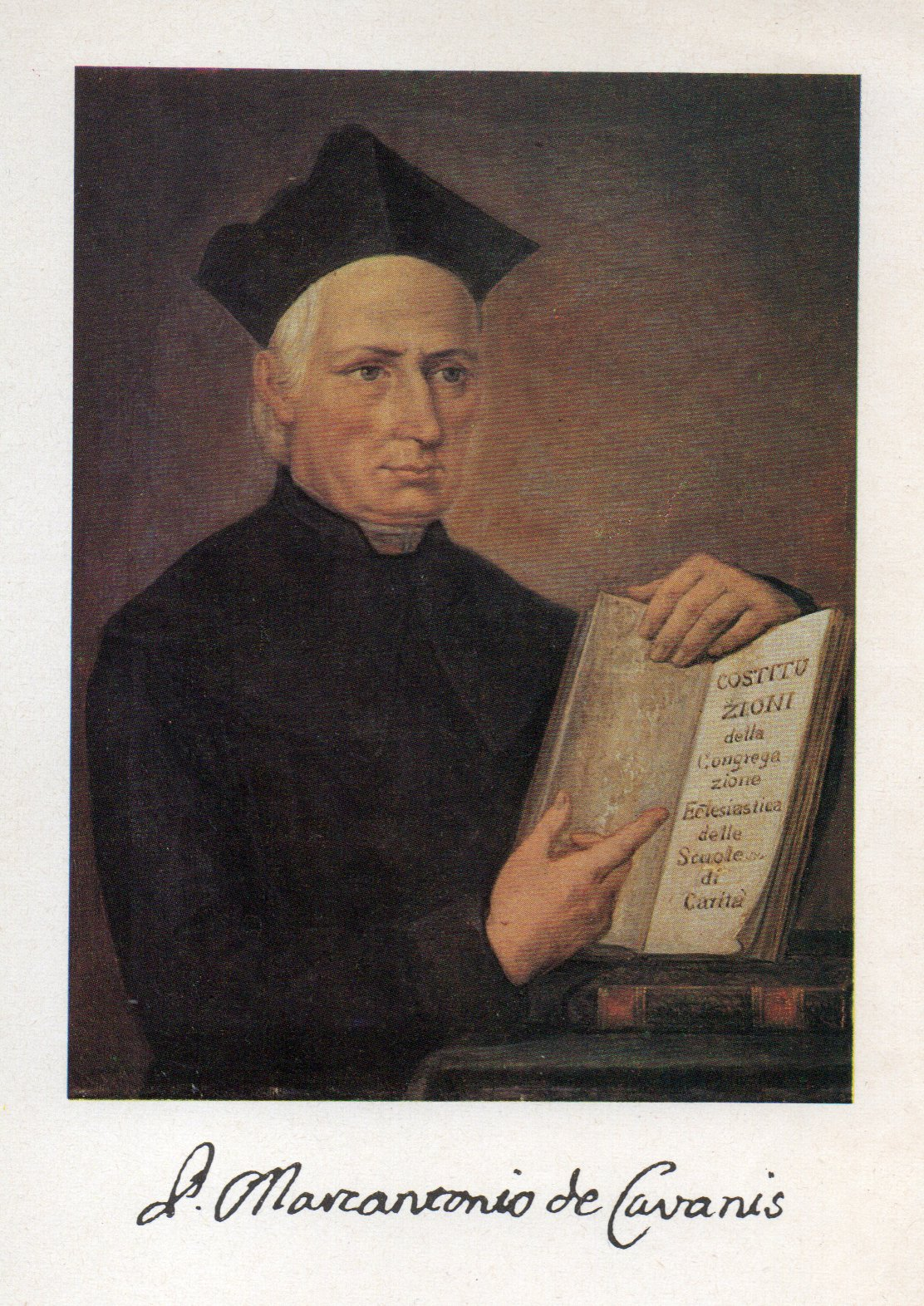
Marcantonio Cavanis
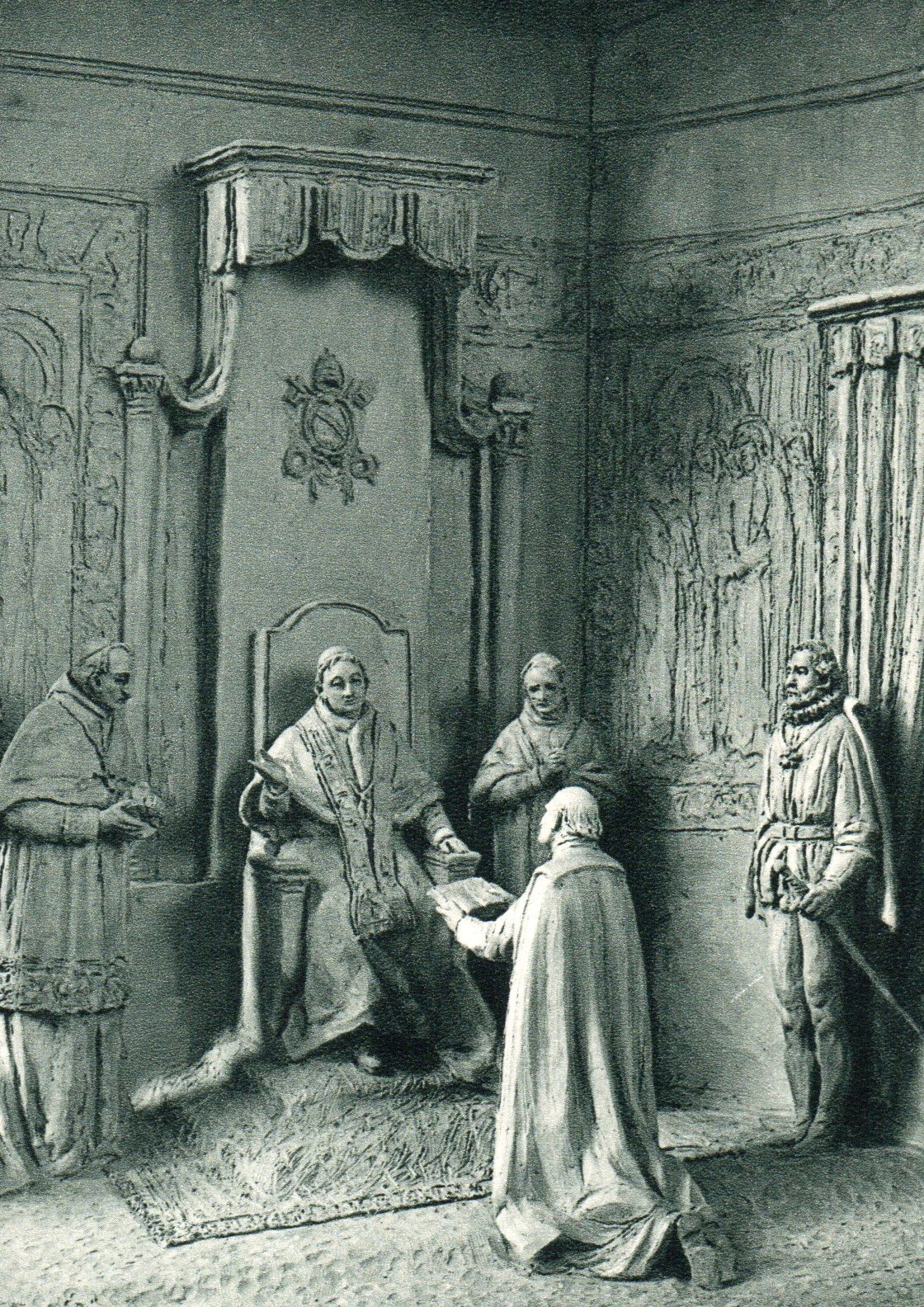
Marcantonio Cavanis con papa Gregorio XVI
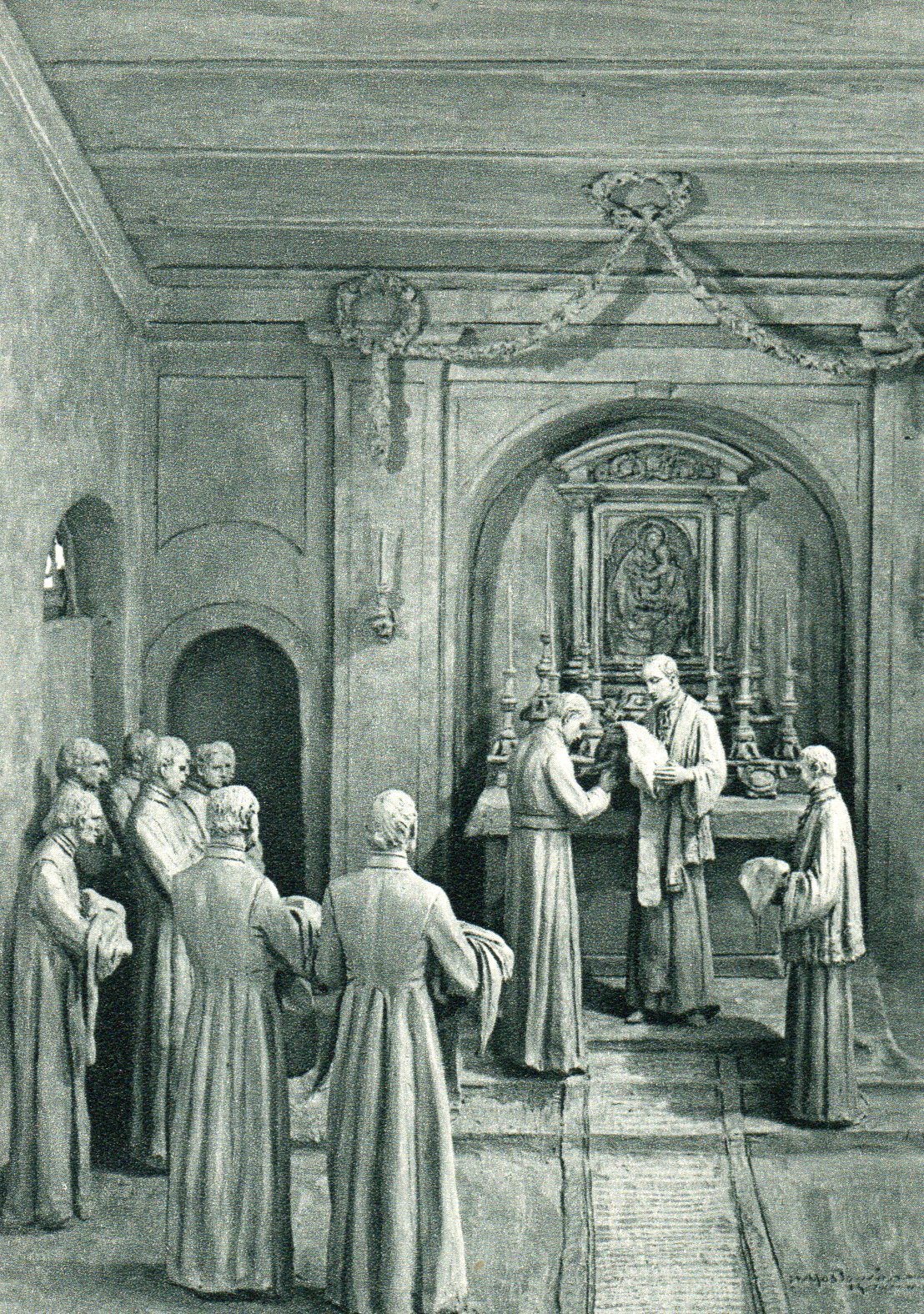
Marcantonio Cavanis riceve l'abito religioso il 15 luglio 1838
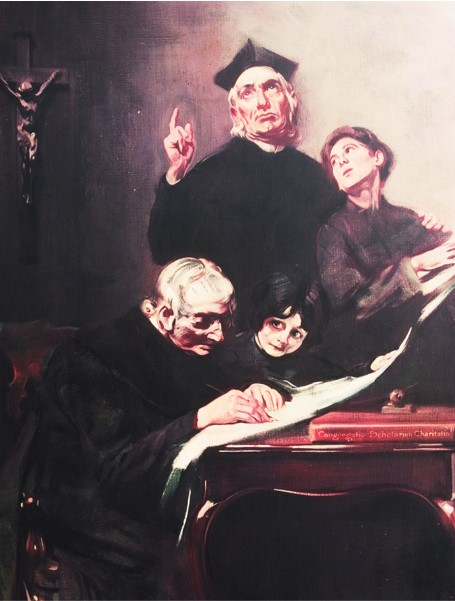
Fratelli Cavanis
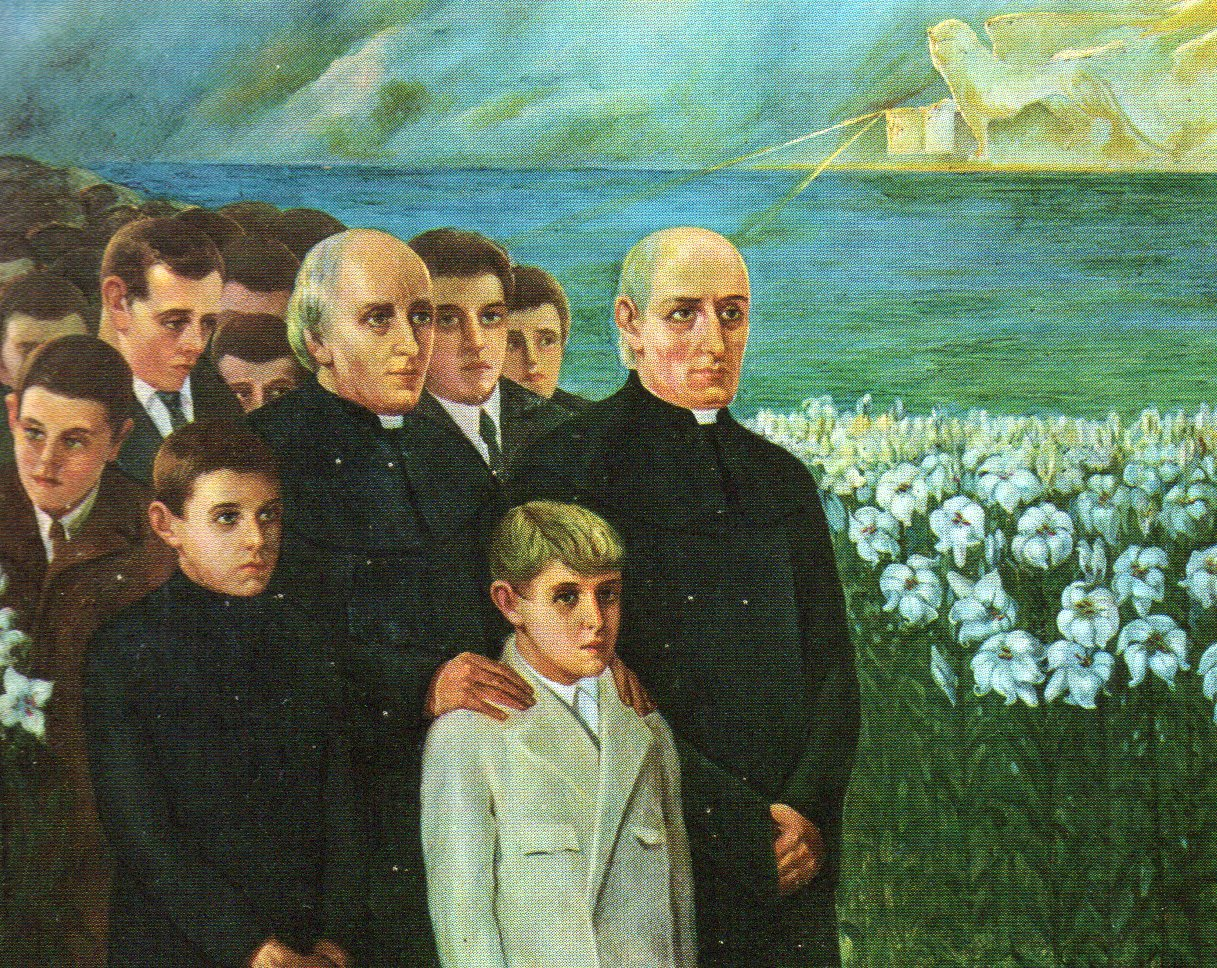
Fratelli Cavanis fondatori delle Scuole di Carità